# Гарсиа, Аньер
Аньер Гарсиа — кубинский легкоатлет, который специализировался в беге на 110 метров с барьерами. Чемпион мира в помещении 1997 года на дистанции 60 метров с барьерами. Победитель Панамериканских игр 1999 года. Олимпийский чемпион 2000 года с личным рекордом — 13,00. Бронзовый призёр Олимпиады 2004 года с результатом 13,20.
Участвовал на Олимпиаде 1996 года, где выбыл на стадии четвертьфинала.
Завершил спортивную карьеру в 2008 году.

## Достижения
Золотая лига
- 1999:  ISTAF — 13,38
- 2000:  Weltklasse Zürich — 13,23
- 2000:  Herculis — 13,18
- 2001:  Meeting Gaz de France — 13,23
- 2001:  Herculis — 13,19
- 2001:  Memorial Van Damme — 13,07
- 2001:  ISTAF — 13,15
- 2002:  Meeting Gaz de France — 13,14